# Максим Зализњак
Максим Зализњак (украјински: Макси́м Ієвлевич Залізня́к) рођен почетком 1740-их година у Медведивки код Чихирина- датум и место смрти тачно непознато, препотставља се да је умро у околини Нерчинска, након 1768. године. Био је запоришки козак и вођа.

## Историја
Зализњак је рођен у сиромашној сељачкој породици. Још као момак придружио се Запорошкој Сичи као плаћеник.
До 1767. године повукао се из Сича и постао конзерв у манастиру Мотронинск код Чихирина. У марту исте годије га је посетио Џозеф Шелест који је примио писмо атамана Корошког Коша позивајући све козаке у борбу против Пољске. Видевши сурову пољску владавину над украјинским сељацима са десне (источне) обале Украјине, Зализњак је напустио манастир и повео устанак са преко 1.000 козака
Назвао се пуковником Запорожне Сиче, иако су га људи често називали Атаманом.
Главни разлози устанка били су брутална примена нових верских и социјално-економских закона које је примењивала пољско племство (шљахта), што је било врло негативно у погледу православног хришћанства.
Објављен је извештај о „Златном бику“ који је издала руска царица Екатарина Велика у знак подршке оружаној побуни против неверника, у коју су ушли и Римокатолички Пољаци, Јевреји и Украјинци, који су постали унијати. Позив на оружану побуну одјекнуо је и отац Мелкхиседек Зацко-Иаворски из истоименог манастира Мотринск, где је Зализниак постао искушеник.
Стотине људи одазвало се позиву Зализњака. У априлу 1768. Зализњак је изашао из Мотронинске шуме и почео да напредује ка Умању.
У Умању је Зализњак удружио снаге са Иваном Гонтаном, коме је првобитно наређено да нападне Зализњака. Након пада Умања (види масакр у Умању), Зализњак је прогласио враћање Хетманове државе и себе новог Хетмана. Покрет на Колившчини надвладао је Пољаке, а они су апеловали на Русију за помоћ. У страху да ће побуна угасити искру на левој (источној) обали Украјине, Екатарина је угушила побуну. Зализњака и Гонту заробио је руски пуковник Гуриев.
Као поданик Руског царства, Зализњака су Руси задржали у заточеништву, за разлику од Ивана Гонте, који је предат Пољацима на погубљење. 8. јула 1768. Зализњак и 73 побуњеника затворени су у Кијевско-Печерској тврђави. На крају месеца случај је предат на суђење покрајинском суду у Кијеву. Тачна пресуда овог суђења није позната, али с обзиром на чињеницу да је Зализњак деловао ван руских граница, он и његови поданици су избегли смртну казну. Верује се да су заробљеници осуђени на прогнанство на Далеки исток или у Сибир. Зализњак је кажњен шибањем тешким бичем и жигосањем. 1. новембра 1768. Зализњак је био депортован у Билхород. У близини Охтирке он и 51 другар заробљеника успели су да побегну разоружаваши стражаре. Међутим, већина бегунаца, укључујући Зализњака, брзо су заробљени. Његово даље боравиште није познато.

## Наследство
У традиционалној култури украјинског народа Зализњак живи као народни херој због своје борбе за заштиту украјинског идентитета и православне хришћанске вере. Његова идеализована слика предмет је бројних народних песама и легенди. 